# Thymus moroderi
Thymus moroderi — вид рослин родини глухокропивові (Lamiaceae), ендемік пд.-сх. Іспанії.

## Опис
Напівчагарник 10–20 см. Червонуваті стебла зі щільним покриттям волосся. Листки 5–8 × 0.7–1 мм, лінійні, гострі, зазвичай вигнуті на верхівці, жорсткі, опушені, з багатьма жовтуватими сфероїдальними залозами. Суцвіття 12–20 мм, головчасті. Приквітки 10–12 × 6.5–8 мм, від широко овальних до еліптичних, гострі або загострені, темно-пурпурові, мембранні, щільно війчасті на краю, з розсіяними сфероїдальними залозами. Квіти з квітконосом від ≈1,5 мм, волохатим. Чашечка 5.5-6.5 мм, циліндрична, мембранна. Віночок ≈16 мм, пурпуровий, запушений, зі сфероїдальними залозами. Пиляки пурпурового кольору. Горішки 0.7–1 мм. 2n = 28, 32.

## Поширення
Ендемік пд.-сх. Іспанії.
Росте на основних субстратах, вапнякових, глиняних або гіпсові пагорбах; на висотах 10–400(960) м.